# فرانك مكلينتوك
فرانك مكلينتوك (بالإنجليزية: Frank McLintock) مواليد 28 ديسمبر 1939 في غلاسكو، هو لاعب كرة قدم اسكتلندي دولي سابق كان يلعب في مركز الدفاع. لعب خلال مسيرته 609 مباريات سجل خلالها 56 هدفاً.

## المسيرة الاحترافية

### أندية لعب لها
- ليستر سيتي
- نادي أرسنال
- كوينز بارك رينجرز